# Corporación de Radio-Televisión de Galicia

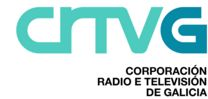
Logo de CRTVG

La Corporación de Radio-Televisión de Galicia (en abrégé CRTVG; en français : « Société Radiodiffusion-Télévision de Galice ») est une entreprise publique de radio et de télévision publique espagnole. Desservant la communauté autonome de Galice (au nord-ouest du pays), elle est fondée le 11 juillet 1985.

## Description
Chargée d'une mission de service public dans le domaine de l'audiovisuel, la CRTVG est divisée en deux sociétés anonymes chargées de la télévision (Televisión de Galicia) et de la radio (Radio Galega). Elle opère deux chaînes de télévision (TVG et G2) et trois stations de radio (Radio Galega, Radio Galega Música et Son Galicia Radio). Ayant entre autres pour missions de promouvoir la culture régionale, la quasi-totalité des émissions produites par la compagnie le sont en galicien.
Son conseil d'administration est composé de douze membres élus pour chaque législature par le parlement de Galice. Chacune des deux filiales (télévision et radiodiffusion) compte un conseil assesseur, aux fonctions essentiellement consultatives. Professionnels de la communication, représentants du gouvernement autonome, membres du conseil de la culture galicienne, universitaires et parlementaires constituent le gros de ses membres.
La compagnie a à sa tête un directeur général nommé par le gouvernement autonome de Galice. La durée de son mandat coïncide avec celle de la législature du parlement. Sa fonction est de gérer l'entreprise et ses filiales. Plusieurs équipes (technique, administrative, juridique, direction de la communication et des relations extérieures) dépendent directement de la direction générale.